# 横浜市立左近山第一小学校
横浜市立左近山第一小学校（よこはましりつさこんやまだいいちしょうがっこう、英:Yokohama City Sakonyama first elementary school）は、かつて神奈川県横浜市旭区左近山に存在していた公立小学校である。

## 概要
当校は左近山団地内に位置しており、地域からは｢第一小学校｣、｢第一小｣などの愛称で親しまれていた。
左近山地域の少子化問題が急速したため、2013年3月31日に閉校。44年の歴史に幕を閉じた。当校は同じ左近山地域の横浜市立左近山第二小学校、横浜市立左近山小高小学校との再編統合が実施され、名称は横浜市立左近山小学校となった。
校舎は同年4月1日から2015年3月31日までの2年間は、旧第一小学校の校舎工事のため旧小高小学校校舎を利用していた。工事終了後の2015年4月1日からは旧第一小学校校舎へ移転し、現在も継続されている。

## 沿革
当校ホームページの歴史ページより
- 1967年
  - 7月1日 - 横浜市立市沢小学校左近山分校として開校。
- 1968年
  - 4月1日 - 横浜市立左近山第一小学校として独立開校。校名は、当校付近は昔、武蔵国橘樹郡市沢村字左近山と呼ばれていたことから｢左近山｣とし、｢第一｣としたのは左近山団地の規模から、あと2校の公立小学校の開校の予定があったためである。
  - 12月24日 - 校章が制定される。デザインは当時の生徒2名によるもの。
- 1976年
  - 3月4日 - 校歌が制定される。江間章子作詞、中田喜直作曲。
  - 3月9日 - 校旗が制定される。
  - 4月1日 - 横浜市立左近山小高小学校が独立開校する。
- 2013年
  - 3月31日 - 閉校。

## 学校行事
- 運動会

毎年春季に開催され、｢第一小スポーツフェスティバル｣と呼ばれていた。
左近山小学校の学校行事の｢左近山フェスティバル｣は、当校の授業参観などの名残りである。また、当校の特徴的な学校行事として、｢第一小コンサート｣というものも開催されていた。

## アクセス
- 相鉄バス 旭1・旭2・旭6系統「左近山第1」で下車し、徒歩2分。